# Krtek
Krtek je české jméno pro 13 rodů malých savců, hmyzožravců z čeledi krtkovitých (Talpidae). Nářečně se krtkovi také říká krtice, krt nebo kret.

## Význam a popis
Jejich nejznámějším zástupcem je krtek obecný, žijící i na území ČR. Toto zvířátko inspirovalo výtvarníka Zdeňka Milera k vytvoření animované postavičky Krtečka (resp. Krtka).
Krtci žijí v podzemních chodbách, které si vyhrabávají velkými a silnými předními tlapami. Na povrchu se dobře neorientují, protože jsou prakticky slepí. Krtek se živí zejména bezobratlými živočichy, které vyhledává pomocí svého skvělého sluchu a čichu. Především pojídá žížaly, které loví ve svých chodbách.

## Systém krtků
- rod: Condylura
  - krtek hvězdonosý (Condylura cristata)
- rod: Euroscaptor
  - Euroscaptor mizura
  - Euroscaptor parvidens
  - krtek dlouhonosý (Euroscaptor longirostris)
  - krtek jihočínský (Euroscaptor grandis)
  - krtek Klossův (Euroscaptor klossi)
  - krtek východní (Euroscaptor micrura)
- rod: Nesoscaptor
  - Nesoscaptor uchidai
- rod: Neurotrichus
  - krtek rejskovitý (Neurotrichus gibbsii)
- rod: Parascalops
  - krtek bělohlavý (Parascalops breweri)
- rod: Parascaptor
  - krtek asámský (Parascaptor leucura)
- rod: Scalopus
  - krtek východoamerický (Scalopus aquaticus)
- rod: Scapanulus
  - krtek čínský (Scapanulus oweni)
- rod: Scapanus 
  - krtek pobřežní (Scapanus orarius)
  - krtek širokostopý (Scapanus latimanus)
  - krtek západoamerický (Scapanus townsendii)
- rod: Scaptochirus
  - krtek lesklý (Scaptochirus moschatus)
- rod: Scaptonyx
  - krtek dlouhoocasý (Scaptonyx fusicaudus)
- rod: Talpa
  - krtek anatolský (Talpa levantis)
  - krtek balkánský (Talpa stankovici)
  - krtek iberský (Talpa occidentalis)
  - krtek kavkazský (Talpa caucasica)
  - krtek obecný (Talpa europaea)
  - krtek perský (Talpa streeti)
  - krtek římský (Talpa romana)
  - krtek sibiřský (Talpa altaica)
  - krtek slepý (Talpa caeca)
- rod: Urotrichus
  - krtek horský (Urotrichus pilirostris)
  - krtek japonský (Urotrichus talpoides)